# Were Īlu
Were Īlu är en ort i Etiopien.   Den ligger i regionen Amhara, i den centrala delen av landet, 190 km norr om huvudstaden Addis Abeba. Were Īlu ligger 2 699 meter över havet och antalet invånare är 7 636.
Terrängen runt Were Īlu är huvudsakligen kuperad, men åt sydväst är den platt. Runt Were Īlu är det ganska tätbefolkat, med 155 invånare per kvadratkilometer. Det finns inga andra samhällen i närheten. Trakten runt Were Īlu består till största delen av jordbruksmark.